# بابسون باولینگ
بابسون باولینگ (انگلیسی: Bobson Bawling؛ زادهٔ ۲۱ سپتامبر ۱۹۹۵) بازیکن فوتبال اهل بریتانیا است.
از باشگاه‌هایی که در آن بازی کرده‌است می‌توان به باشگاه فوتبال واتفورد، باشگاه فوتبال ویلدستون، و باشگاه فوتبال کراولی تاون اشاره کرد.